# Brugger Alm
Die Brugger Alm ist eine Alm am Kahorn in der Fraktion Bruggen der Gemeinde St. Veit in Defereggen.

## Lage
Die Brugger Alm liegt im Tal des Brugger Almbachs zwischen der Langschneid im Westen und dem Kleinen Lepleskofel im Osten bzw. dessen als Moserberg bezeichneten Nordwestflanken. Die neun Hütten der Brugger Alm liegen direkt links bzw. westlich des Bruggeralmbachs. Die Brugger Alm ist umgeben von der Ragötzalm im Südwesten, der Mooseralm im Osten und dem Skizentrum Brunnalm im Nordosten. Das Almgebiet der Brugger Alm wurde historisch im Wesentlichen von der Gemeindegrenze im Norden, Westen und Süden begrenzt. Im Osten bildete der Gratverlauf zwischen Kleinem Lepleskofel, Großem Lepleskofel und Wagenstein die Grenze zur Leppetalalm und zur Stemmeringalm.

## Geschichte
Das Franziszeische Kataster verzeichnete Mitte des 19. Jahrhunderts rund doppelt so viele Almhütten für die Brugger Alm als heute. Im Jahr 1913 brannten fünf der Almhütten ab, weitere wurden durch Lawinen zerstört. Seit 1966 ist die Alm mit einer Jausenstation in Besitz einheimischer Bauern. Die Brugger Alm galt in der Zwischenkriegszeit als Schmugglerdörfchen, wobei der Schmuggel über Ragötzlenke und das Platte bzw. Villgrater Törl und Gsieser Lenke abgewickelt wurde.

## Aufstiegsmöglichkeiten
Der schnellste Aufstieg zur Brugger Alm erfolgt von der Ortschaft Lacken (Gemeinde St. Jakob in Defereggen) durch das Tal des Bruggeralmbachs, wobei der Wanderweg links oberhalb des Baches bis zur Brugger Alm verläuft. Von der Brugger Alm verläuft ein Wanderweg nach Westen zur Ragötzalm und zur Ragötzlenke, wobei zuvor ein Weg nach Süden zur Roten Spitze abzweigt. Entlang des Brugger Almbachs verläuft ein Weg weiter zur Ochsenlenke und von dort zum Großen Degenhorn. Nach Osten führen Wanderwege zur Brunnalm, zur Mooseralm und zum Kleinen und Großen Lepleskofel.